# Palintropus
Palintropus es un género extinto de ave prehistórica del Cretácico Superior. Solo se conoce una especie, Palintropus retusus, basada en un coracoides proximal hallado en la Formación Lance de Wyoming, en Estados Unidos, que data de finales del Maastrichtiense, hace 65.5 millones de años. También se han hallado restos de coracoides y una escápula proximal de dos especies sin nombrar de la Formación Dinosaur Park de Alberta, Canadá, que data de entre 76.5 a 75 millones de años, en el Campaniense.
Este inicialmente fue situado en el género taxón cajón de sastre "Cimolopteryx". Pierce Brodkorb le asignó su nombre actual, primero incluyéndolo en el género Apatornis en 1963, y luego estableciendo su propio nombre de género en 1970.
Sus relaciones no están bien determinadas, mayormente debido a la escasez del material. Varias ideas se han propuesto: como muchas aves de las tierras costeras subtropicales del Mar de Niobrara - tal vez similar a la actual Australia oriental - se cree que era un miembro primitivo del orden de las Charadriiformes (aves zancudas, gaviotas, alcas, etc.; véase también "Graculavidae"). Sin embargo, la teoría alternativa es que se trata de un Galliforme, quizás un quercymegapódido.
En 2011, Longrich et al. propusieron que Palintropus es un ave primitiva relacionada con Apsaravis. Ellos llevaron a cabo el primer análisis cladístico de los restos, y determinaron que esa es la hipótesis más probable, sugiriendo que esto garantiza la inclusión de Palintropus en el grupo recientemente establecido Palintropiformes.